# جعاله
جُعاله در فقه و حقوق ایران عقدی است که طی آن شخصی در برابر دریافت اجرت یا پاداشی التزام به انجام کاری می‌یابد. جعاله در لغت به معنای اجرت و دستمزد به‌کار می‌رود.
به عبارت دیگر و از نگاه فقهی جعاله ملتزم شدن جاعل به دادن عوض است در قبال عملی که حلال و مقصود عقلا است. در جعاله، شخص ملتزم را جاعل و طرف مقابل را عامل، و اجرت را جُعل می‌گویند.

## مشروح
جعاله (با هر سه تلفظ کسر، فتح و ضمّ ج صحیح است اما معمول با ضم تلفظ می‌شود) از ریشه عربی ج‌ع‌ل، به معنای چیزی است که به شخصی در مقابل انجام دادن کاری پرداخت می‌شود.
در فقه اسلامی التزام (لازم بودن، نوعی اجبار) به پرداخت عوضی معلوم (به زبان ساده “بدهی”) در ازای انجام دادن کاری را جعاله (اصطلاحی حقوقی) می‌گویند. جعاله، عنوان بابی مستقل در فقه است که از احکام آن در این باب به تفصیل سخن گفته‌اند.
جعاله در لغت به معنای اجرت و دستمزد به‌کار می‌رود. ترجمه آن به انگلیسی می‌تواند Reward باشد.
نگاه فقهی جعاله ملتزم شدن جاعل به دادن عوض (مثلاً وجه نقد به عنوان دستمزد) است در قبال عملی که اولا حلال باشد و دوم اینکه عقلانی و منطقی باشد. در جعاله، شخص ملتزم را جاعل و طرف مقابل را عامل، و اجرت را جُعل می‌گویند.
جعاله پیش از اسلام نیز وجود داشته‌است، از جمله التزام حضرت یوسف را به دادن یک بار شتر به یابنده پیمانه، که در قرآن، سوره یوسف، آیه ۷۲ آمده را می‌توان نمونه‌ای از جعاله دانست.
فقهای شیعه و اهل سنّت (بجز حنفیان)، جعاله را مشروع می‌دانند. برای مشروعیت و جواز جعاله به آیات متعددی استناد شده‌است، از جمله به آیه اول سوره مائده که بر وجوب وفا کردن به همه پیمان‌ها و تعهدات دلالت دارد.
جعاله از سه رکن تشکیل می‌شود: جاعل (کارفرما)، یعنی شخص ملتزم شونده به پرداخت اجرت در برابر کار؛ عامل (مجعولٌ له) یا پیمان کار، یعنی شخصی که کار را انجام دهد؛ و جُعل (مال‌الجعاله)، یعنی اجرت و پاداش کار.

## جاعل
به نظر فقها و حقوقدانان، جاعل باید اهلیت در تصرف (بلوغ، عقل، رشد) داشته (محجور نباشد) و با قصد خود و اختیار، جعاله را منعقد کرده باشد.
جاعل می‌تواند فرد اجنبی (ناشناخته، مجهول، خارج از قرارداد کتبی) باشد؛ مثل اینکه کسی اعلام کند: هرکس گمشده فلانی را پیدا کند، من فلان مبلغ به او می‌دهم، که در این صورت، پرداخت جُعل بر عهده او خواهد بود نه صاحب گمشده.

## عامل
فقهای شیعه در مورد عامل، قدرت داشتن او را بر انجام دادن کار موردنظر شرط کرده‌اند.
حتی کودک ممیز هم می‌تواند عامل باشد؛ ولی، دربارهٔ امکان عامل بودن کودک غیر ممیز و نیز مجنون اختلاف‌نظر وجود دارد.

## جُعل (عوض)
عوض در جعاله بنابر مشهور باید با پیمانه یا وزن یا شمارش و در کل معلوم باشد؛ بنابر این، جعاله در صورت مجهول بودن عوض باطل است. البته در صورت بطلان عقد نیز، عامل مستحق اجرت المثل است، با این تفاوت که در صورت صحّت جعاله و بطلان عوض، اجرت المثل، در جعاله عوض واقع می‌شود؛ لیکن بنابر قول جمعی، در صورتی که جهالت (عدم شفاف سازی) مانع تسلیم عوض نباشد، اشکالی ندارد، مانند آنکه جاعل بگوید: هرکس فلان گمشده را بیابد، نصف آن از آنِ او باشد یا صاحب کالا به دلال بگوید: از فلان مبلغ هر چه بیشتر فروختی از آنِ خودت باشد.
بعبارتی امروزه همان پرداخت مژدگانی است برای پیدا کردن مال یا شئ گمشده که البته بیشتر دیده می‌شود که جاعل مبلغ را تعیین نمی‌کند و به صورت کلی است

## جعاله در سیستم بانکداری ایران
به منظور ایجاد تسهیلات لازم برای گسترش امور تولیدی، بازرگانی و خدماتی در ایران، مادّه ۱۶ قانون عملیات بانکی بدون ربا به بانک‌ها اجازه داد تا از جعاله در نظام بانکداری استفاده شود.
شورای پول و اعتبار ایران نیز در ۱۳۶۳ ش، دستورالعمل اجرایی جعاله را به تصویب رساند و پس از آن جعاله در نظام بانکی ایران مورد استفاده قرار گرفت.
هم‌اکنون خرید و فروش سهام، گشایش اعتبارات اسنادی، تعمیر و احداث راه و ساختمان و صدور ضمانت‌نامه‌های بانکی می‌تواند در قالب جعاله در بانک‌ها انجام شود.
در نخستین مادّه این دستورالعمل، از جعاله به عنوان قرارداد نام برده شده‌است که نشان می‌دهد این جعاله در نظام بانکداری تنها به شکل جعاله خاص منعقد می‌شود.
در این جعاله، بانکِ طرفِ قرارداد، عامل است و انجام دادن کار مذکور در قرارداد را تعهد می‌کند و جاعل، جُعل قرارداد را طی اقساطی به بانک می‌پردازد.
برطبق مادّه چهارم، بانک این اختیار را دارد که انجام دادن قسمتی از کار را با عنوان «جعاله ثانوی»، یا هر عنوان دیگر، به کسی دیگر واگذار کند، از جمله به طرف عقد در قرارداد نخست.
بانک موظف است بر حسن اجرای این قرارداد نظارت نماید.
به موجب این مادّه، بانک نمی‌تواند انجام دادن تمامِ کارِ مورد جعاله را به دیگری واگذار کند، زیرا این کار ذاتاً با ماهیت جعاله اول منافات دارد.
همچنین بستن معامله صوری جعاله با بانک، مثلاً برای تعمیر ساختمان و سرمایه‌گذاری پول دریافتی در جایی دیگر (مثلاً در یک عمل تجاری)، ممنوع و موجب بطلان جعاله می‌گردد.
در این فرض، بانک حق دارد علاوه بر استرداد جُعل، اجرت‌المثل کارهایی را که انجام داده است، بگیرد.
اکراه بانک به واگذاری طرحی در قالب جعاله، هیچ مسئولیتی برای بانک در برابر عامل ایجاد نمی‌کند، مگر اینکه پس از رفع اکراه، جعاله را تنفیذ کند.
بر طبق مادّه ۷۰ قانون عملیات بانکی بدون ربا، بانک‌ها اجازه دارند قسمتی از مبلغ قرارداد جعاله را، به عنوان پیش‌دریافت یا پیش‌پرداخت، با رعایت ضوابط مقرر از سوی شورای پول و اعتبار، دریافت کنند یا بپردازند.
بانک‌ها معمولاً در قراردادهای نمونه از قبل تنظیم شده، اختیار برهم زدن جعاله را از طرف خود سلب می‌کنند.
همچنین، حدود وظایف و مسئولیت‌های جاعل (چه بانک چه متقاضی تسهیلات) در سند جعاله قید می‌شود تا اختلاف نظری به وجود نیاید.

## نمونه قرارداد جعاله
این قرارداد بر اساس ماده ۱۰ و ماده‌های ۵۶۹ و ۵۷۰ قانون مدنی جمهوری اسلامی ایران در باب جعاله و با علم و اطلاع کامل در عین صحت عقلی طرفین منعقد گردیده است و کلیه مفاد آن برای طرفین لازم‌الاجرا می‌باشد.
ماده ۱- طرفین قرارداد
الف. جاعل (ملتزم):
ب. عامل (طرف):
ماده ۲- مورد جعاله (موضوع قرارداد)
ارائه خدمات در خصوص انجام امور و پیگیری …
ماده ۳- حق الجعاله
ماده ۴-جاعل ضمن عقد خارج لازم حق فسخ این قرارداد را از خود سلب و ساقط نمودند.
ماده ۵-مدت قرارداد
مدت این قرارداد از تاریخ امضاء قرارداد جعاله به مدت … ماه کاری تعیین و توافق گردید است، که در صورت توافق طرفین تا یک ماه کاری قابل تمدید خواهد بود.
ماده ۶- داوری
ماده۷-سایر موارد و توضیحات
این قرارداد در۷ ماده و ۳ نسخه متحدالمتن و با اعتبار یکسان تنظیم و در تاریخ توسط طرفین امضاء و مبادله گردید
امضاء جاعل (ملتزم) امضاء عامل (طرف)